# Айтельбергер, Рудольф
Рудольф Айтельбергер фон Эдельберг (нем. Rudolph Eitelberger von Edelberg; 17 апреля 1817, Ольмюц — 18 апреля 1885, Вена) — австрийский историк искусства.

## Биография
Рудольф Айтельбергер родился 17 апреля 1817 года в семье офицера. Изучал в Ольмюце сперва право, затем романскую филологию. В 1839—1848 г. преподавал филологические дисциплины в Венском университете. Во время революционных волнений 1848 года был редактором симпатизировавшей революционерам газеты «Wiener Zeitung».
C середины 1840-х гг. интересы Айтельбергера всё больше смещаются в сторону искусствоведения. В 1846 году выступает организатором большой выставки классической живописи, расположенной в исторической последовательности. Он также резко выступает против сложившихся методов преподавания искусства. Деятельность Айтельбергера привлекает к себе внимание графа Туна-Хохенштайна, государственного министра Австрии, ведающего вопросами культуры; граф предлагает на утверждение Франца Иосифа проект учреждения в Венском университете кафедры истории искусств и занятия этой кафедры Айтельбергером, однако идеи Айтельбергера кажутся императору слишком радикальными, и он отклоняет проект. Тогда Тун-Хохенштайн отправляет Айтельбергера в путешествие по Италии для профессионального совершенствования, а по его возвращении вновь предлагает его кандидатуру на утверждение императора. В ноябре 1852 года Айтельбергер становится первым в Австрии и одним из первых в Европе профессоров истории искусств, возглавив так называемую «первую кафедру» истории искусств Венского университета.
В 1864 году Айтельбергер основал Австрийский императорский музей искусства и промышленности, а в 1867 году — художественно-ремесленное училище при нём. С 1868 года Айтельбергер возглавлял венскую галерею Альбертина, с 1876 года в должности директора. В 1873 году преемником Айтельбергера в должности профессора кафедры стал его протеже Мориц Таузинг, возглавив «вторую кафедру», выпускниками которой были Франц Викхофф, Алоиз Ригль и многие другие. Таким образом, вокруг Айтельбергера и Таузинга постепенно складывалась венская школа истории искусств.
Айтельбергер покровительствовал выпускнику венского художественно-ремесленного училища и начинающему художнику Густаву Климту, одному из основателей Венского сецессиона.
Творческое наследие Айтельбергера включает двухтомный каталог «Средневековые памятники Австрийской империи» (нем. Mittelalterliche Kunstdenkmäler des Österreichischen Kaiserstaates, 1858—1860, совместно с Густавом Хайдером), и основанное им периодическое издание «Quellenschriften zur Kunstgeschichte».